# Francesco Candioto
Francesco Candioto (Termini Imerese, 4 marzo 1923 – 27 ottobre 1998) è stato un politico italiano.

## Biografia
Di professione notaio ed esponente della Democrazia Cristiana, è stato sindaco di Termini Imerese dal 1961 al 1966, poi ancora nel 1971 e nuovamente dal 1972 al 1975. 
Nel 1980 viene eletto consigliere provinciale a Palermo. L'8 marzo 1983 il consiglio lo elegge presidente della Provincia di Palermo, ma si dimette dopo poco di un mese, il 25 aprile 1983. Immediatamente dopo diventa assessore provinciale nella giunta di Girolamo Di Benedetto, restando in carica fino a luglio 1985. In tale anno viene eletto consigliere comunale a Termini Imerese per la DC. 
In seguito passa al Partito Liberale Italiano, con cui viene eletto al Senato della Repubblica alle elezioni politiche del 1987. Nel 1990 viene rieletto consigliere comunale a Termini Imerese, ricoprendo anche il ruolo di assessore dal 1991 al 1992.
Alle elezioni politiche del 1992 conferma il seggio al Senato con il PLI, terminando il proprio incarico parlamentare nel 1994.